# タイガーランド (漫画)
『タイガーランド』（TIGERLAND）は、手塚治虫の漫画作品である。

## 概説
赤旗日曜版1974年1月6日から12月29日まで掲載された。新聞連載ということもあり、通常の原稿とは異なる横長のサイズで描かれており、単行本化の際に大幅に改稿されている。また、単行本も手塚治虫漫画全集の『タイガーブックス』の1巻に中編として採録されている。秋田書店から文庫化された際には、表題作となっている。
泉谷迪は本作の主題を「政治悪」と評している。

## あらすじ
日本人政治家・勝買収がインドでトラの子どもを拾い、豪華客船で日本に連れ帰った。その豪華客船を追うように母トラはインドから泳いでいたが、日本近海で姿を消す。
日本近郊のある離れ小島。そこに住む人間はアイノとハジムの姉弟と、2人のおばあちゃん。そして変わり者のヤジロベエだけだった。その島に瀕死の母トラが流れ着く。ヤジロベエはネコ語の判り、飼い猫のマンジローはトラ語が判るということで、母トラが遺言を聞き、勝に捕らわれた子トラを取り戻すことをアイノとハジムは約束する。
死んだ母トラを丘の上のヤマナシの木の根元に埋めると、その翌日に木の幹にトラ縞が現れ、木の実を食べたアイノとハジムは動物の言葉が分かるようになった。アイノとハジムは日本本土に渡り、動物たちの力を借りて子トラの救出に成功する。
島に来た子トラは、やがてたくましく成長し、シロボシを名乗る。シロボシは、環境破壊のため故郷を追われた動物たちの楽園を島に作ろうと決意するが、島にも石油コンビナート建設のための調査団がやってくる。

## 出版化
- 手塚治虫漫画全集MT121『タイガーブックス (1) 』（講談社　1978年）ISBN 4061087215
- タイガーランド（秋田文庫　秋田書店　2000年）ISBN 4253175953